# Perdita bradleyana
Perdita bradleyana är en biart som beskrevs av Timberlake 1954. Perdita bradleyana ingår i släktet Perdita och familjen grävbin. Inga underarter finns listade i Catalogue of Life.